# پیتر هوکسترا
پیتر هوکسترا (هلندی: Peter Hoekstra؛ زادهٔ ۴ آوریل ۱۹۷۳) بازیکن فوتبال اهل هلند است.

## باشگاهی
از باشگاه‌هایی که در آن بازی کرده‌است می‌توان به خرونینگن، آژاکس آمستردام، پی‌اس‌وی آیندهوون، و استوک سیتی اشاره کرد.

## تیم ملی
وی همچنین در تیم ملی فوتبال هلند بازی کرده است.